# Night & Day (The Vamps)
Night & Day è il terzo album della band britannica The Vamps. È diviso in due parti: la Night Edition, pubblicata il 14 luglio 2017, e la Day Edition, pubblicata il 13 luglio 2018.
Dall'album sono stati estratti i singoli Middle Of The Night, All Night, Personal, Hair Too Long e Just My Type.
Di entrambi gli album esistono 4 versioni, una per ognuno dei componenti della band.

## Tracce Night Edition
1. Middle Of The Night - 2:55 (The Vamps - Martin Jensen)
2. All Night - 3:18 (The Vamps - Matoma)
3. Hands - 2:48 (The Vamps - Mike Perry - Sabrina Carpenter)
4. Same To You - 3:35 (The Vamps)
5. Paper Hearts - 3:30 (The Vamps)
6. Shades On - 3:06 (The Vamps)
7. It's A Lie - 3:14 (The Vamps - TINI)
8. Stay - 3:11 (The Vamps)

Brad edition
1. My Place - 3:33 (The Vamps)
2. Sad Song - 3:18 (The Vamps)

James edition
1. I Love Loving You (The Vamps - Joe Don Rooney)
2. Higher (The Vamps)

Connor edition
1. On My Way (The Vamps)
2. Middle Of The Night - Rock Version (The Vamps - Sainte)

Tristan edition
1. Come Grind With Me (The Vamps)
2. All Around The World (The Vamps - Will Simms)

## Tracce Day Edition
1. Just My Type (The Vamps)
2. Hair Too Long (The Vamps)
3. Talk Later (The Vamps)
4. Too Good To Be True (The Vamps - Danny Avila - Machine Gun Kelly)
5. For You (The Vamps)
6. What Your Father Says (The Vamps)
7. Cheap Wine (The Vamps - Kriss Kross Amsterdam)
8. Personal (The Vamps - Maggie Lindemann)
9. Time Is Not On Our Side (The Vamps)
10. Pictures Of Us (The Vamps)

Brad edition
1. If I Was Your Man (The Vamps)
2. Kiss (The Vamps)
3. Sometimes (The Vamps)

James edition
1. On Your Mind (The Vamps)
2. Stumble Home (The Vamps - Lindsay Ell)
3. Tequila (The Vamps)

Connor edition
1. Black And Blue (The Vamps)
2. Naked (The Vamps)
3. Shivers (The Vamps)

Tristan edition
1. My Life (The Vamps - New Hope Club)
2. Juicy Fruit (The Vamps - Silento)
3. Sometimes It Rains In L.A. (The Vamps)